# Leskava
Leskava je potok v Jihomoravském kraji v Česku. Je dlouhý 10 km, plocha povodí činí přibližně 20,64 km² a vlévá se do Svratky jako pravostranný přítok. Většina jeho toku vede územím Brna.

## Průběh toku
Pramení v Bobravské vrchovině pod vrchem Hradisko, asi jeden a půl kilometru severozápadně od Bosonoh, v nadmořské výšce přibližně 290 m. Tok se orientuje východním směrem a po prvním kilometru své délky vtéká do Bosonoh. Přibližuje se k dálnici D1 a rovnoběžně s ní protéká v Dyjsko-svrateckém úvalu Starým Lískovcem a Dolními Heršpicemi, kde se v nadmořské výšce 193 metrů vlévá do řeky Svratky.

## Galerie

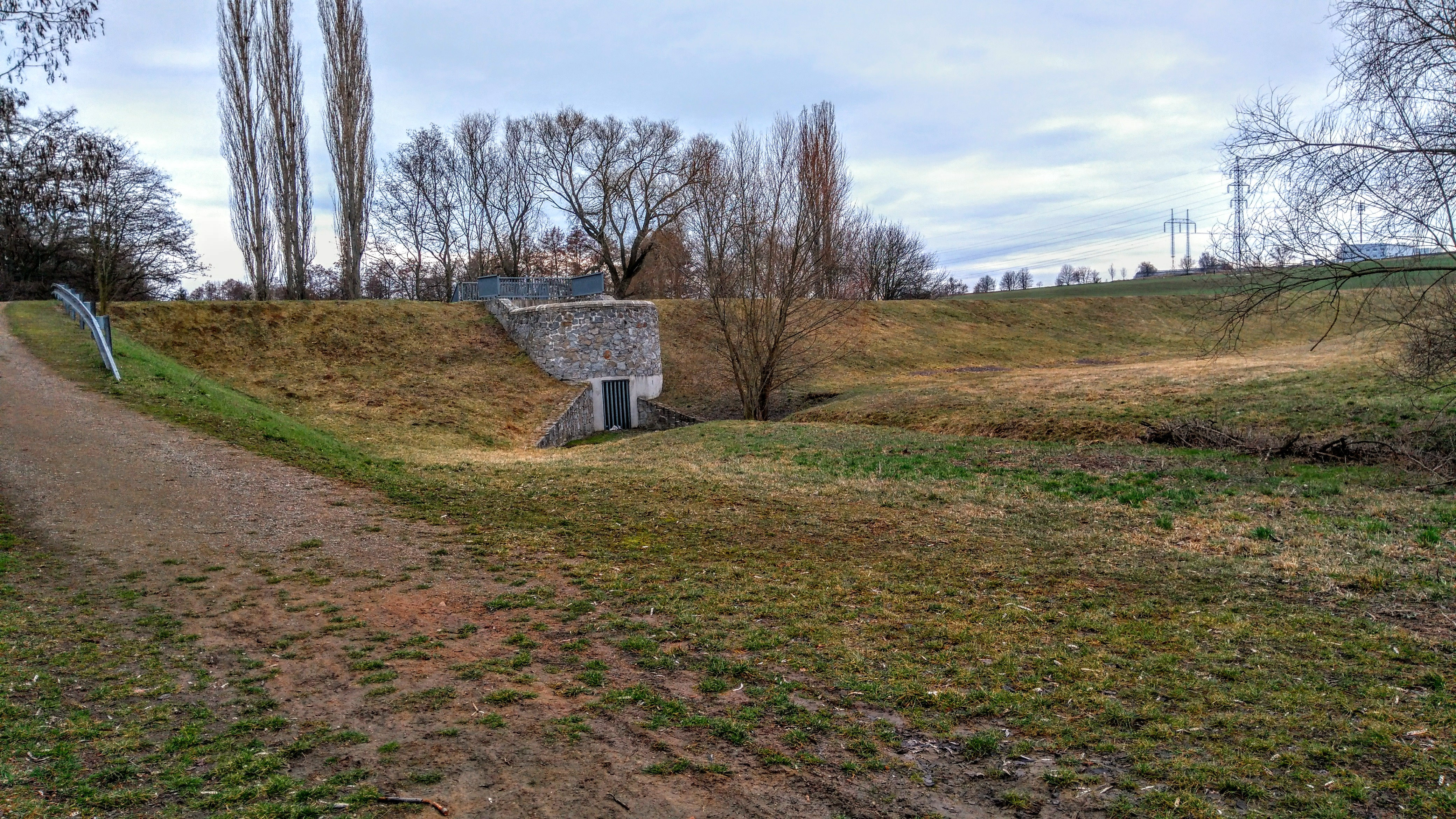
Suchý poldr nedaleko pramene.
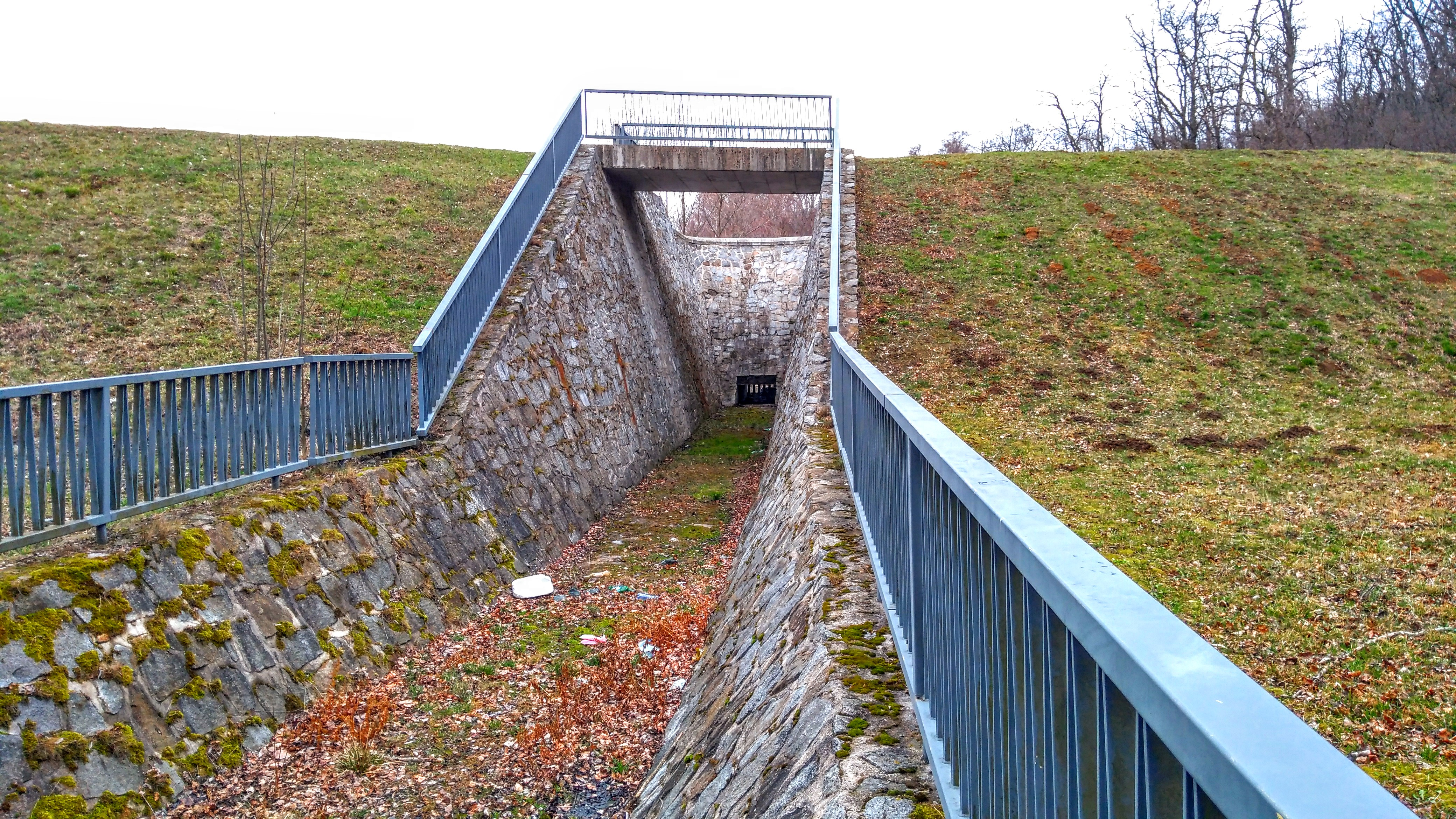
Hráz s přelivem suchého poldru.
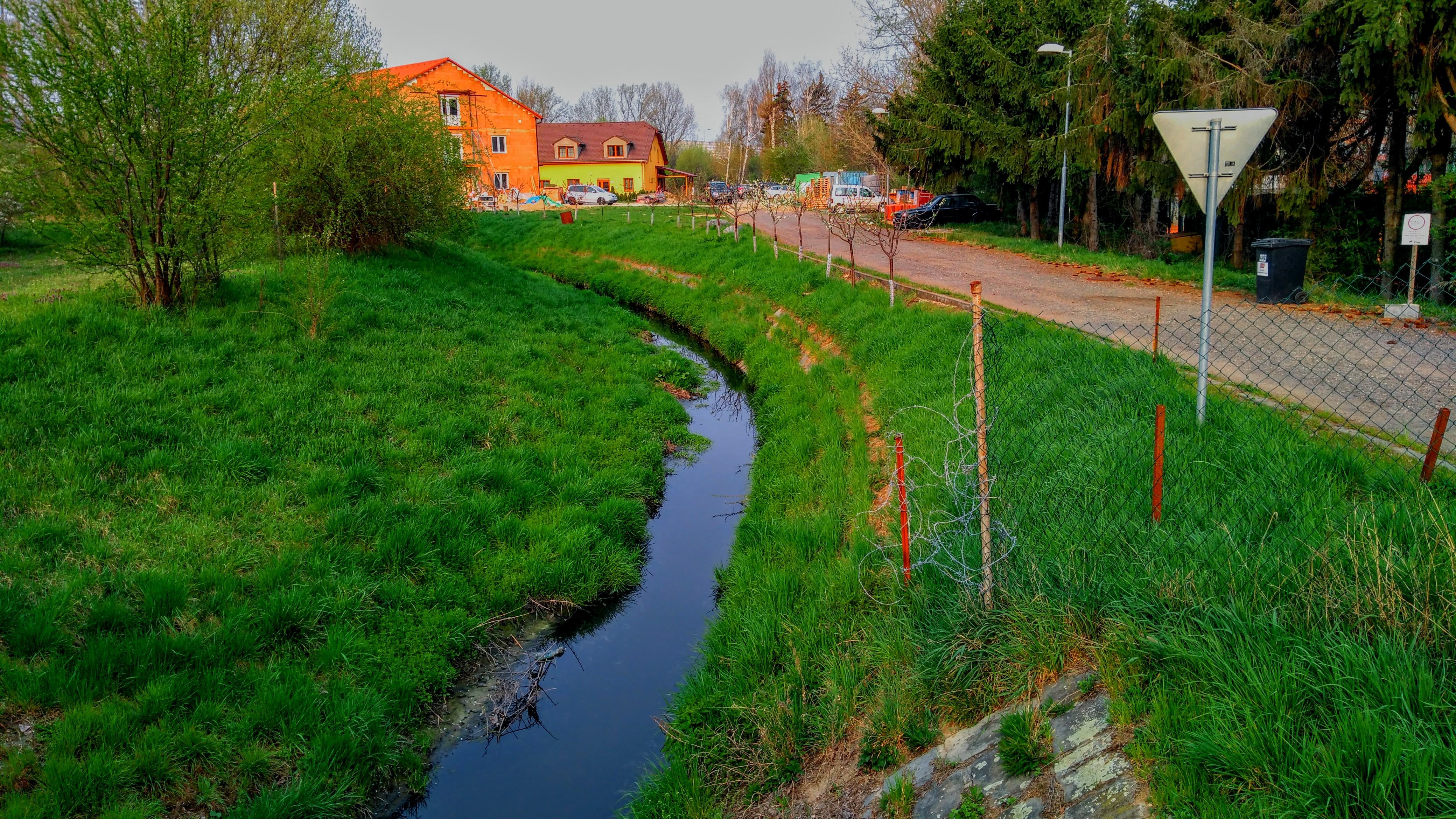
Starý Lískovec.
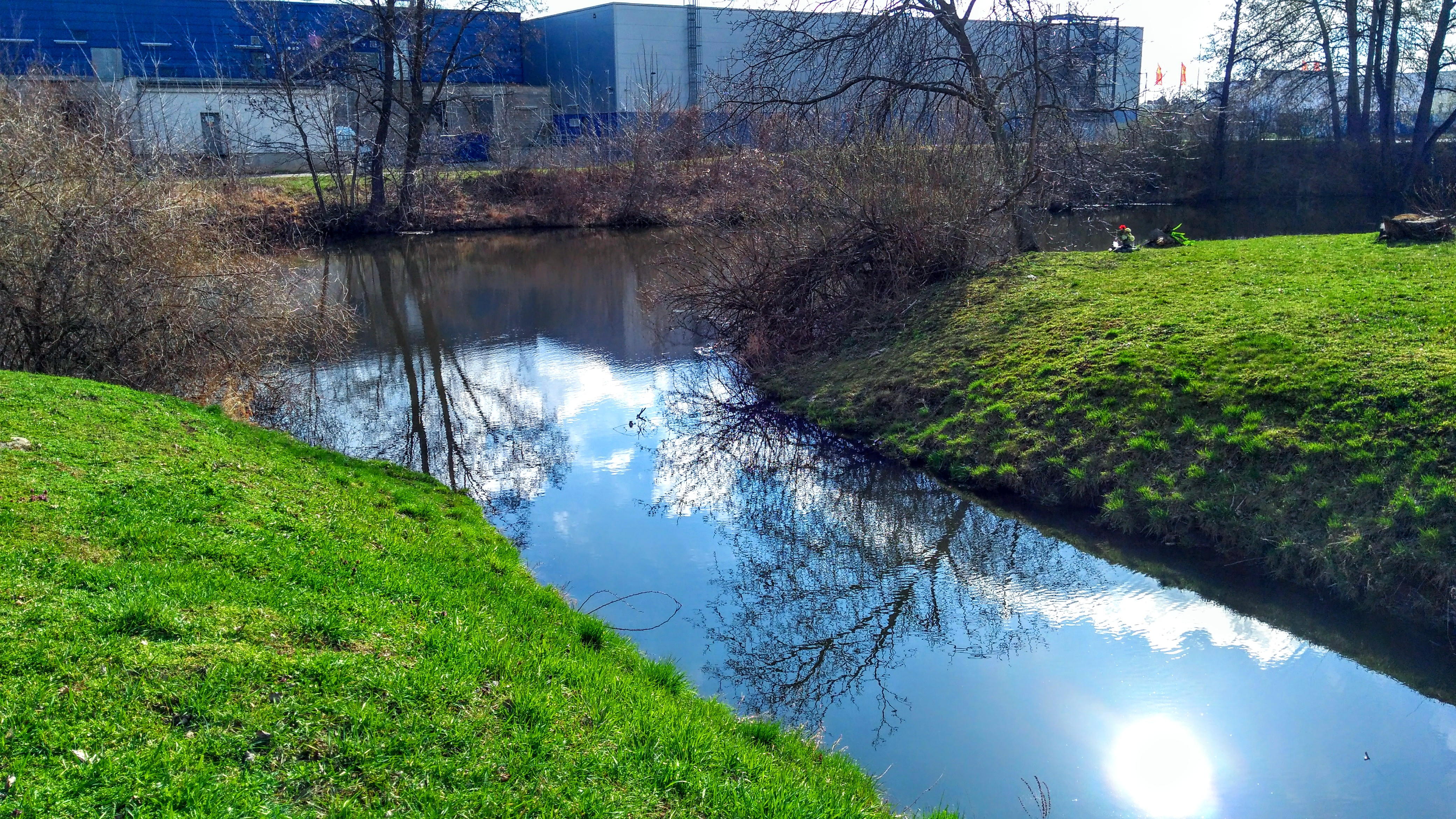
Ústí do Svratky.